# Фронт національного звільнення імені Фарабундо Марті
Фронт національного визволення імені Фарабундо Марті (ісп. Frente Farabundo Martí para la Liberación Nacional, FMLN) — політична партія лівої орієнтації, одна з двох найбільших партій в Сальвадорі. ФНОФМ був стороною Громадянської війни в Сальвадорі. Носить ім'я лідера сальвадорського революціонера Фарабундо Марті.
Був створений під безпосереднім керівництвом кубинського режиму Фіделя Кастро. З кінця 1980-х радянська зброя таємно поставлялася FMLN з тодішніх країн-сателітів СРСР: В'єтнаму, Лівії, КНДР та Ефіопії. Пізніше рух отримав підтримку від комуністичного режиму сандиністів Нікарагуа та Уго Чавеса.

## Виноски
1. ↑  Александр Сивов: Сальвадор: долгий путь партизан к власти. [Архівовано 10 січня 2019 у Wayback Machine.](рос.) — Агентство друку «Новини», 17.03.2009